# Diocesi di Caicó
La diocesi di Caicó (in latino Dioecesis Caicoënsis) è una sede della Chiesa cattolica in Brasile suffraganea dell'arcidiocesi di Natal. Nel 2023 contava 251.000 battezzati su 282.258 abitanti. È retta dal vescovo Antônio Ranis Rosendo Dos Santos, C.SS.R.

## Territorio
La diocesi comprende 23 comuni nella parte meridionale dello stato brasiliano del Rio Grande do Norte: Acari, Caicó, Carnaúba dos Dantas, Cerro Corá, Cruzeta, Currais Novos, Equador, Florânia, Ipueira, Jardim de Piranhas, Jardim do Seridó, Jucurutu, Lagoa Nova, Ouro Branco, Parelhas, Santana do Seridó, São Fernando, São João do Sabugi, São José do Seridó, São Vicente, Serra Negra do Norte, Tenente Laurentino Cruz e Timbaúba dos Batistas.
Sede vescovile è la città di Caicó, dove si trova la cattedrale di Sant'Anna.
Il territorio si estende su 9.221 km² ed è suddiviso in 30 parrocchie, raggruppate in 3 foranie: Caicó, Currais Novos e Jardim do Seridó.

## Storia
La diocesi è stata eretta il 25 novembre 1939 con la bolla E dioecesibus di papa Pio XII, ricavandone il territorio dalla diocesi di Natal (oggi arcidiocesi).
Originariamente suffraganea dell'arcidiocesi della Paraíba, il 16 febbraio 1952 è entrata a far parte della provincia ecclesiastica di Natal.

## Cronotassi dei vescovi
Si omettono i periodi di sede vacante non superiori ai 2 anni o non storicamente accertati.
- José de Medeiros Delgado † (15 marzo 1941 - 4 settembre 1951 nominato arcivescovo di São Luís do Maranhão)
- José Adelino Dantas † (10 giugno 1952 - 3 maggio 1958 nominato vescovo di Garanhuns)
- Manuel Tavares de Araújo † (8 gennaio 1959 - 29 marzo 1978 dimesso)
- Heitor de Araújo Sales (5 maggio 1978 - 27 ottobre 1993 nominato arcivescovo di Natal)
  - Sede vacante (1993-1995)
- Jaime Vieira Rocha (29 novembre 1995 - 16 febbraio 2005 nominato vescovo di Campina Grande)
- Manoel Delson Pedreira da Cruz, O.F.M.Cap. (5 luglio 2006 - 8 agosto 2012 nominato vescovo di Campina Grande)
- Antônio Carlos Cruz Santos, M.S.C. (12 febbraio 2014 - 24 aprile 2024 nominato vescovo di Petrolina)
- Antônio Ranis Rosendo Dos Santos, C.SS.R., dal 14 febbraio 2025

## Statistiche
La diocesi nel 2023 su una popolazione di 282.258 persone contava 251.000 battezzati, corrispondenti all'88,9% del totale.
| anno | popolazione | popolazione | popolazione | presbiteri | presbiteri | presbiteri | presbiteri                | diaconi | religiosi | religiosi | parrocchie |
| anno | battezzati  | totale      | %           | numero     | secolari   | regolari   | battezzati per presbitero | diaconi | uomini    | donne     | parrocchie |
| ---- | ----------- | ----------- | ----------- | ---------- | ---------- | ---------- | ------------------------- | ------- | --------- | --------- | ---------- |
| 1949 | 130.000     | 130.500     | 99,6        | 14         | 9          | 5          | 9.285                     |         | 5         | 27        | 9          |
| 1959 | 170.700     | 171.720     | 99,4        | 17         | 12         | 5          | 10.041                    |         | 5         | 40        | 10         |
| 1965 | 139.461     | 146.342     | 95,3        | 32         | 16         | 16         | 4.358                     |         |           | 40        | 10         |
| 1970 | ?           | 165.000     | ?           | 12         | 12         |            | ?                         |         |           | 52        | 12         |
| 1976 | 195.500     | 217.000     | 90,1        | 11         | 11         |            | 17.772                    |         |           | 73        | 12         |
| 1980 | 208.000     | 235.000     | 88,5        | 12         | 12         |            | 17.333                    |         |           | 74        | 12         |
| 1990 | 237.099     | 244.432     | 97,0        | 16         | 16         |            | 14.818                    | 3       |           | 70        | 12         |
| 1999 | 254.000     | 262.000     | 96,9        | 30         | 30         |            | 8.466                     | 9       |           | 90        | 18         |
| 2000 | 251.000     | 262.500     | 95,6        | 33         | 33         |            | 7.606                     | 10      |           | 90        | 18         |
| 2001 | 251.073     | 263.073     | 95,4        | 26         | 26         |            | 9.656                     | 10      |           | 80        | 20         |
| 2002 | 260.000     | 263.336     | 98,7        | 36         | 36         |            | 7.222                     | 10      |           | 60        | 21         |
| 2003 | 260.000     | 263.336     | 98,7        | 37         | 37         |            | 7.027                     | 8       |           | 60        | 22         |
| 2004 | 250.000     | 263.336     | 94,9        | 38         | 38         |            | 6.578                     | 8       |           | 75        | 22         |
| 2006 | 264.000     | 277.000     | 95,3        | 42         | 42         |            | 6.285                     | 17      |           | 63        | 23         |
| 2013 | 290.000     | 303.000     | 95,7        | 46         | 43         | 3          | 6.304                     | 32      | 3         | 48        | 27         |
| 2016 | 297.000     | 310.200     | 95,7        | 42         | 41         | 1          | 7.071                     | 39      | 1         | 77        | 25         |
| 2019 | 304.000     | 317.200     | 95,8        | 47         | 44         | 3          | 6.468                     | 44      | 3         | 77        | 30         |
| 2021 | 267.300     | 279.492     | 95,6        | 45         | 45         |            | 5.940                     | 44      |           | 53        | 29         |
| 2023 | 251.000     | 282.258     | 88,9        | 48         | 46         | 2          | 5.229                     | 43      | 4         | 50        | 30         |